# Encarnação
Encarnação – stacja metra w Lizbonie, na linii Vermelha. Pierwotnie otwarcie stacji miało nastąpić w 2010, jednak ostatecznie uruchomiono ją 17 lipca 2012 roku.
Stacja ta znajduje się na Rua General Silva Freire, umożliwiając dostęp do dzielnicy Encarnação. Projekt architektoniczny jest autorstwa architekta Alberto Barradasa. Podobnie jak najnowsze stacje metra w Lizbonie, jest przystosowana do obsługi pasażerów niepełnosprawnych, takie jak windy i schody ruchome ułatwiające dostęp na antresolę.